# Satoshi Ozaki

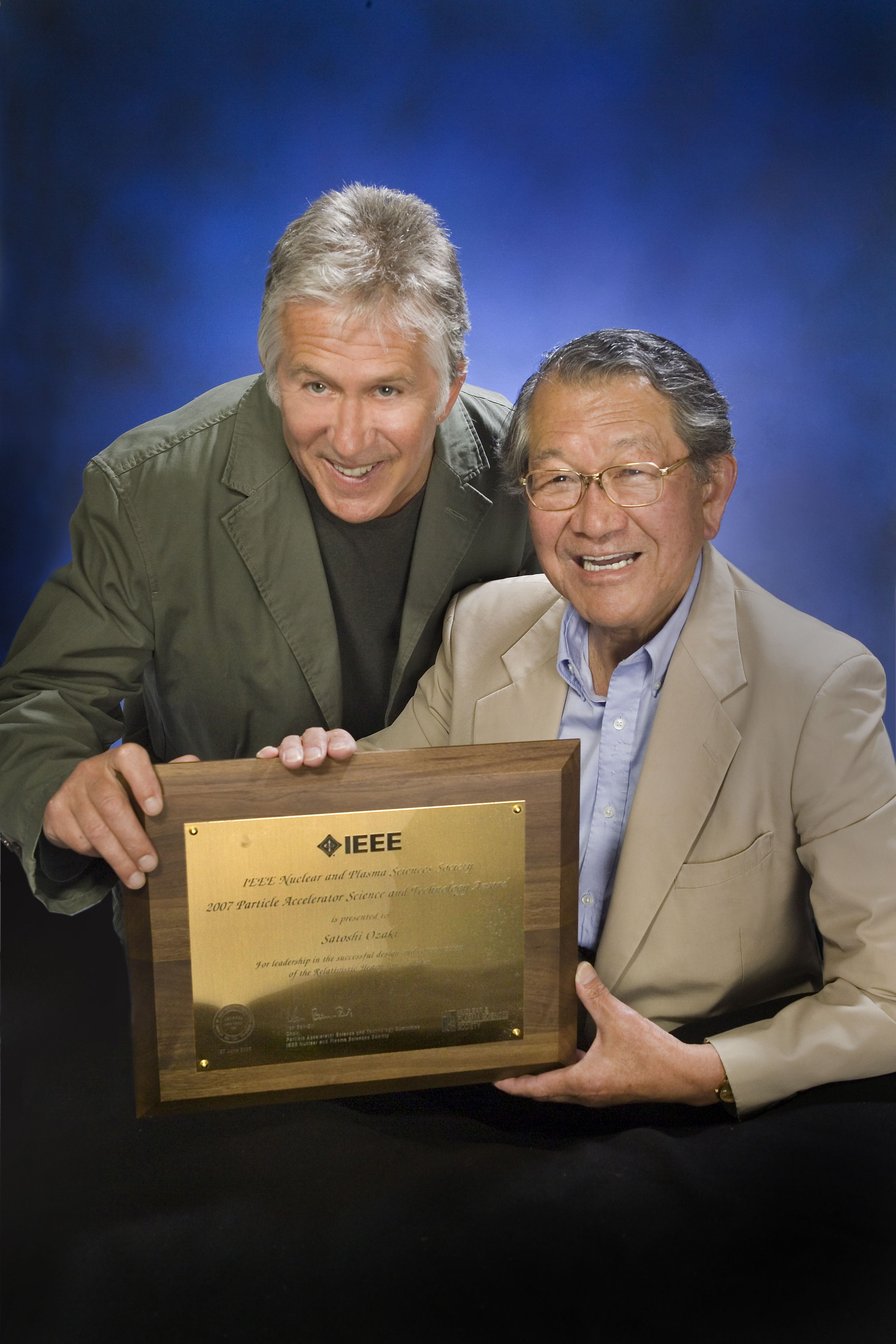
Satoshi Ozaki (rechts), 2007

Satoshi Ozaki (jap. 尾崎 敏, Ozaki Satoshi; * 4. Juli 1929 in der Präfektur Osaka; † 22. Juli 2017 in Smithtown, New York) war ein japanisch-US-amerikanischer Physiker, der sich mit der Physik von Teilchenbeschleunigern und experimenteller Elementarteilchenphysik befasste.
Ozaki studierte an der Universität Osaka, wo er 1953 seinen Bachelor-Abschluss und 1955 seinen Master-Abschluss in Physik machte. 1959 wurde er am Massachusetts Institute of Technology promoviert und ging dann ans Brookhaven National Laboratory (BNL). Dort führte er Experimente am AGS Synchrotron und am Cosmotron aus, leitete die Multiparticle Spectrometer Group (MPS) und die On Line Data Facility (OLDF). 1981 ging er nach Tsukuba, um die Entwicklung des 30 plus 30 GeV Elektron-Positron-Colliders TRISTAN am KEK zu leiten, das erste größere Hochenergiephysik-Beschleunigerprojekt in Japan. Nach dessen Vollendung 1987 wurde er Leiter der Beschleunigerabteilung am KEK. 1989 kehrte er ans BNL zurück, um die Leitung des RHIC-Projekts zu übernehmen, einem supraleitenden Schwerionenbeschleuniger. Er führte das RHIC erfolgreich durch die neunjährige Bauphase, die sowohl zeitlich als auch finanziell im vorgesehenen Rahmen blieb.
Ab 2005 leitete er die Abteilung Beschleunigersysteme (Accelerator Systems Division) am BNL und war dort ab 2007 führend im NSLS-II Projekt.
Er war Berater beim KEK, am CERN (LHC Machine Advisory Committee) und SLAC. 1969 wurde er Fellow der American Physical Society. 2004 erhielt er den Suwa-Preis für seine Förderung von Beschleuniger-Großprojekten wie TRISTAN und 2009 den Robert R. Wilson Prize.
Er verstarb am 22. Juli 2017 im St. Catherine of Siena Nursing & Rehabilitation Care Center in Smithtown bei Brookhaven.